# Wise Care 365
WiseCleaner.comによって開発されたWise Care 365は、Windowsの不要なレジストリ、ファイルを削除することでWindowsシステムのパフォーマンスを向上、安定させることを目的としたユーティリティソフトウェア。日本語に対応。

## 概要
Wise Care 365は、Wise Registry Cleanerと、Wise Disk Cleaner、Wise Memory Optimizerの3つを統合したパソコンメンテナンスソフトウェア。
「PC 診断」「システムクリーナー」「システムチューニング」「プライバシー保護」「Wise ユーティリティ」の5つの項目があり簡易に利用できる。
また、初回のPC診断時にレジストリバックアップ設定を自動で行う設定が表示され、許可することで常にバックグラウンドで自動的にレジストリバックアップが保存される。
これによりバックアップ忘れを防ぐ事ができるため、他のメンテナンスソフトよりも安全性が高いといえる。
別途、無料リリースしているWiseCleanerシリーズ (Wise Data Recovery、Wise Program Uninstaller、Wise Game Booster、Wise Folder Hider、Wise JetSearch、Wise Auto Shutdown)をインストール後は、パソコンの総合メンテナンスソフトウェアとなり、Wise Care 365は各ソフトウェアのランチャーとして利用できる。

## 機能
- パソコンの健康指数チェック
- 不要レジストリの削除、及びレジストリデフラグ
- ハードディスクの不要ファイルの削除、ディスクデフラグ
- 個人の閲覧履歴等を削除することによりプライバシーを保護
- ワンクリックでWindowsのシステム最適化(Windows起動の高速化、システム安定化、ネットワークの高速化等)
- スタートアップの管理
- コンテキスト（右クリック）メニューの管理
- ファイル、フォルダを復元不可能にするための完全削除
- パスワードの自動生成